# Voltron: Legendary Defender
Voltron: Legendary Defender è una serie televisiva animata statunitense in computer grafica prodotta nel 2016 dalla DreamWorks Animation Television, World Events Production e animata da Studio Mir. Si tratta del reboot della serie di montaggio americana Voltron degli anni ottanta, ricavata dall'assemblaggio di scene di varie serie animate giapponesi, fra cui Golion. In Italia il 28 agosto 2017 sono stati trasmessi 3 episodi in anteprima su K2 e la trasmissione della serie completa è iniziata l'11 settembre sempre sullo stesso canale. La serie è ambientata in un universo di fantascienza in cui l'energia planetaria chiamata "quintessenza" può essere utilizzata per alimentare veicoli e magia. Voltron segue le avventure di cinque ragazzi terrestri, i quali diventano Paladini di Voltron che devono imparare a lavorare insieme per formare il gigantesco robot Voltron e usarlo per sconfiggere il malvagio Impero Galra.
La prima stagione è stata presentata per la prima volta su Netflix il 10 giugno 2016 e consisteva in 13 episodi. È stata pubblicata a livello globale negli Stati Uniti, Canada, Regno Unito, Australia, Nuova Zelanda, Irlanda, Francia, Germania, Austria, Svizzera, Scandinavia, Unione del Benelux, America Latina, Slovenia, Sudafrica, Italia e Finlandia. La seconda stagione è stata distribuita su Netflix il 20 gennaio 2017 e consisteva in 13 episodi. La terza stagione è stata trasmessa su Netflix il 4 agosto 2017 e consisteva in 7 episodi, mentre la quarta stagione è stata presentata per la prima volta il 13 ottobre 2017 e consisteva in 6 episodi. La quinta stagione è stata presentata per la prima volta il 2 marzo 2018 ed è composta da sei episodi. La sesta stagione è stata presentata per la prima volta il 15 giugno 2018 ed è composta da sette episodi. Una settima stagione è stata presentata per la prima volta il 10 agosto 2018 ed è composta da tredici episodi. Il successo della serie ha generato diversi fumetti, action figure e altri giocattoli. L'ottava e ultima stagione è stata presentata per la prima volta il 14 dicembre 2018 ed è composta da tredici episodi.

## Trama
Per millenni, l'Impero Galra ha afflitto l'universo distruggendo civiltà e schiavizzando varie razze. L'unica minaccia conosciuta abbastanza forte contro il potere e i piani dell'impero è il leggendario Voltron, un guerriero robot di 100 metri di altezza composto da cinque leoni, i piloti dei quali sono noti come i Paladini. Al punto cruciale della guerra che si concluse con la distruzione del pianeta Altea, Voltron fu separato nei cinque leoni da re Alfor di Altea per impedire che cadesse in possesso del potente e malvagio imperatore Zarkon, capo dei Galra. Re Alfor legò le energie dei leoni alla forza vitale di sua figlia Allura e li mandò attraverso l'universo in luoghi diversi, in attesa del momento in cui una nuova generazione di Paladini sarebbe apparsa e avrebbe guidato Voltron. La principessa Allura, il suo consigliere reale Coran e il castello Alteano dei leoni furono nascosti sul pianeta Arus insieme al Leone Nero. Nel presente, il percorso di conquista dell'Impero Galra e la ricerca di Voltron li ha condotti al sistema solare della Terra. Un gruppo di piloti spaziali - Shiro, Keith, Lance, Pidge e Hunk - scoprono il Leone Blu e vengono subito trascinati nella Guerra dei Galra. Incontrando la Principessa Allura, diventano i nuovi Paladini e riuniscono i cinque leoni per formare Voltron, iniziando la loro lotta per liberare l'universo dall'Impero Galra.

## Episodi

### Stagioni
- Negli USA gli episodi della stagione 8 vengono trasmessi dal 14 dicembre 2018.[13]
- In Italia Netflix ha pubblicato tutte e 8 le stagioni, di cui le ultime due stagioni con un cast di doppiatori completamente rinnovato.[14]

| Stagione         | Episodi | Streaming USA | Prima TV Italia |
| ---------------- | ------- | ------------- | --------------- |
| Prima stagione   | 13      | 2016          | 2017            |
| Seconda stagione | 13      | 2017          | 2017            |
| Terza stagione   | 7       | 2017          | 2018            |
| Quarta stagione  | 6       | 2017          | 2018            |
| Quinta stagione  | 6       | 2018          | 2018            |
| Sesta stagione   | 7       | 2018          | 2018            |
| Settima stagione | 13      | 2018          | 2021            |
| Ottava stagione  | 13      | 2018          | 2021            |

### Cortometraggi
Una serie di cortometraggi sono stati rilasciati sul canale YouTube di DreamWorksTV nello stile di carattere vlogs.

In Italia sono ancora inediti.
| N° | Titolo originale      | Prima TV USA      |
| -- | --------------------- | ----------------- |
| 1  | Voltron Vlogs: Coran  | 14 settembre 2017 |
| 2  | Voltron Vlogs: Keith  | 21 settembre 2017 |
| 3  | Voltron Vlogs: Allura | 28 settembre 2017 |
| 4  | Voltron Vlogs: Lance  | 9 novembre 2017   |
| 5  | Voltron Vlogs: Pidge  | 16 novembre 2017  |
| 6  | Voltron Vlogs: Hunk   | 23 novembre 2017  |
| 7  | Voltron Vlogs: Shiro  | 11 luglio 2018    |

## Personaggi e doppiatori
- Luogotenente / Comandante Takashi "Shiro" Shirogane, voce originale di Josh Keaton, italiana di Andrea Lavagnino (st.1-6) e Alberto Bonavia (st.7-8).
- Keith, voce originale di Steven Yeun, italiana di Emanuele Ruzza (st.1-6) e Giorgio Longoni (st.7-8).
- Lance, voce originale di Jeremy Shada, italiana di Alessio De Filippis (st.1-6) e Matteo Ferrando (st.7-8).
- Pidge Gunderson / Katie Holt, voce originale di Bex Taylor-Klaus, italiana di Emanuela Ionica (st.1-6) e Irene Giuliano (st.7-8).
- Hunk, voce originale di Tyler Labine, italiana di Federico Di Pofi (st.1-6) e Osmar Santucho (st.7-8).
- Allura [15], voce originale di Kimberly Brooks, italiana di Gaia Bolognesi (st.1-6) e Anna Charlotte Barbera (st.7-8).
- Coran Hieronymus Wimbleton Smythe, voce originale di Rhys Darby, italiana di Emiliano Reggente (st.1-6) e Gualtiero Scola (st.7-8).
- Imperatore Zarkon, voce originale di Neil Kaplan e Kevin Durand[16], italiana di Roberto Fidecaro (st.1-6) e Pietro Ubaldi (st.7-8).
- Strega Haggar, voce originale di Cree Summer e Lily Rabe[17], italiana di Alessandra Cassioli (st.1-6) e Arianna Granata (st.7-8).
- Principe Lotor, voce originale di A. J. Locascio, italiana di Simone Crisari (st.1-6) e Francesco De Marco (st.7-8).

## Produzione

### Concezione e sviluppo

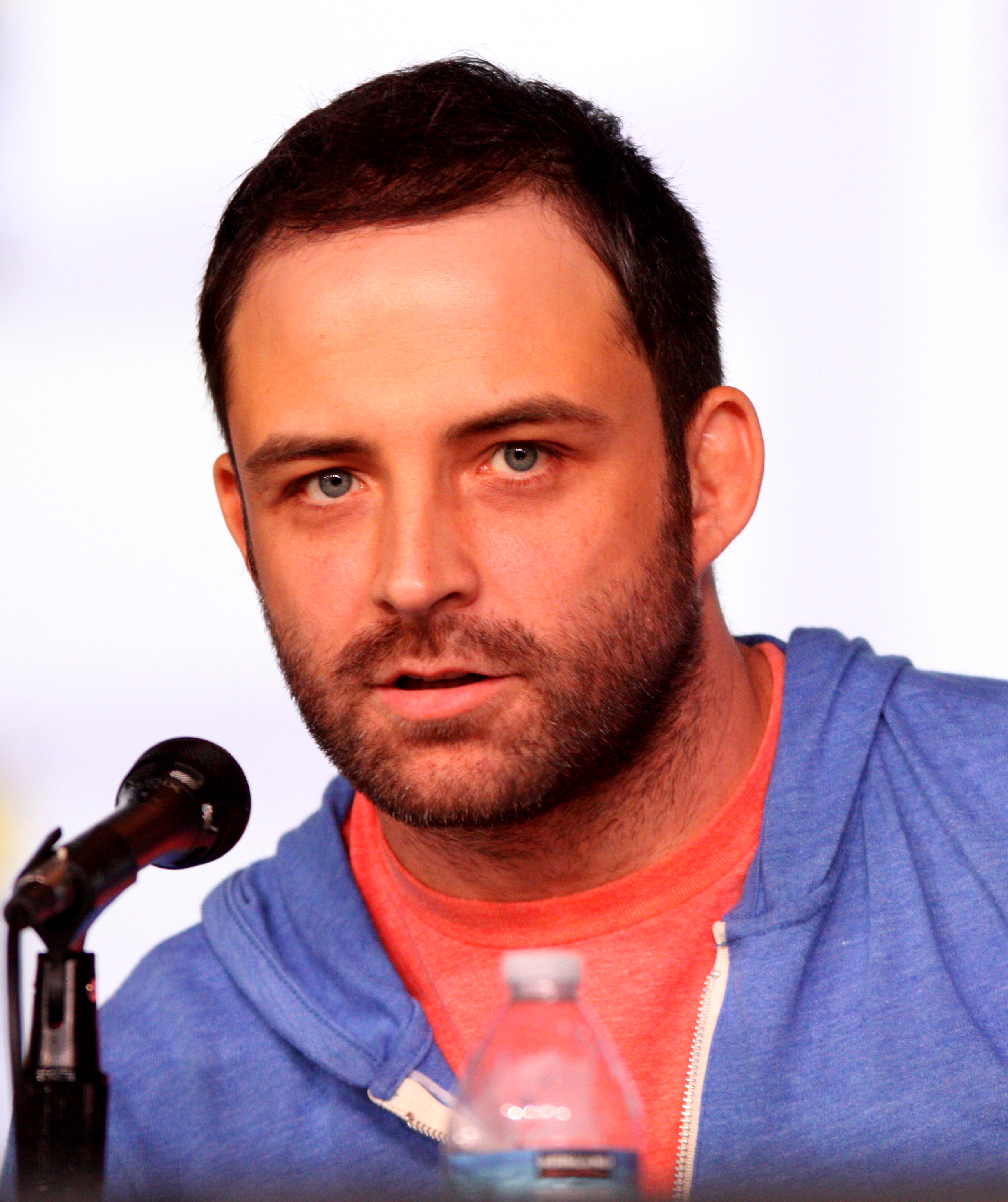
Joaquim Dos Santos, showrunner e co-produttore esecutivo della serie insieme a Lauren Montgomery

Il 5 gennaio 2016, Netflix e DreamWorks Animation hanno annunciato che il remake della serie animata Voltron debutterà nel 2016 come un'espansione del loro accordo pluriennale esistente. Voltron è stata una delle numerose serie programmate per lo sviluppo iniziale e il debutto nel 2016, inclusa Trollhunters di Guillermo del Toro. Lauren Montgomery e Joaquim Dos Santos, entrambi noti per il loro lavoro su Avatar - La leggenda di Aang e il sequel La leggenda di Korra, hanno fatto da showrunner mentre Tim Hedrick è stato capo sceneggiatore. La prima stagione è stata presentata per la prima volta il 10 giugno 2016 e consisteva in 13 episodi.
Il primo episodio della settima stagione introduce il personaggio "Adam W." che viene identificato come "significativo" per Shiro, secondo la descrizione confermata da Lauren Montgomery che ha rivelato Shiro come personaggio LGBTQ. Alla fine dell'ottava stagione, Shiro si sposa con un uomo di nome Curtis.

### Casting
Il 25 marzo 2016, a WonderCon è stato annunciato che il cast vocale sarebbe composto da Steven Yeun nei panni di Keith, Jeremy Shada nei panni di Lance, Bex Taylor-Klaus nei panni di Pidge, Josh Keaton nei panni di Shiro, Tyler Labine nei panni di Hunk, Kimberly Brooks nei panni della Principessa Aurora; e Rhys Darby nei panni di Coran e Neil Kaplan nel ruolo di Lord Zarkon. Cree Summer in seguito confermò che avrebbe dato la voce alla strega Haggar.

## Promozione
Per promuovere la serie tra l'uscita della prima e la seconda stagione, il 18 ottobre 2016 è stato annunciato un concorso per fanart di Robeast tramite social media.  Il vincitore è stato annunciato il 27 dicembre 2016 sui social media con il nome "Zilla B".

## Distribuzione
La prima stagione è stata presentata per la prima volta su Netflix il 10 giugno 2016. È stato annunciato al Comic-Con di San Diego che la seconda stagione sarà presentata in anteprima su Netflix alla fine del 2016. Alcuni mesi dopo, al Comic Con di New York, è stato annunciato che la seconda stagione sarà presentata in anteprima il 20 gennaio 2017. La seconda stagione ha visto una speciale prima al Comic Con di New York del 7 ottobre 2016, in cui un episodio è stato mostrato nel panel di Voltron. La seconda stagione è stata distribuita su Netflix il 20 gennaio 2017 e consisteva in 13 episodi.
La terza stagione è stata presentata per la prima volta su Netflix il 4 agosto 2017 e consisteva in 7 episodi. La quarta stagione è stata presentata per la prima volta nell'ottobre 2017 e consisteva in 6 episodi. La serie è stata rivelata a WonderCon 2017 per avere un impegno di 78 episodi di Netflix. La quinta stagione è stata presentata per la prima volta il 2 marzo 2018 e consisteva in 6 episodi. La sesta stagione è stata presentata per la prima volta il 15 giugno 2018 e consisteva in 7 episodi. La settima stagione è stata presentata per la prima volta il 10 agosto 2018 e consisteva in 13 episodi. L'ottava e ultima stagione è stata presentata per la prima volta il 14 dicembre 2018 e consisteva in 13 episodi.

### Edizione home video
Le prime due stagioni sono state pubblicate su DVD in Regione 1 dalla Universal Pictures Home Entertainment il 12 giugno 2018. Le prime due stagioni sono state anche pubblicate in Australia il 17 ottobre 2018. La serie è prevista anche per le pubblicazioni in DVD nel Regno Unito, Italia e Germania.

## Accoglienza

### Critica
Voltron: Legendary Defender ha ricevuto il plauso della critica. Il sito web degli aggregatori di recensioni Rotten Tomatoes ha riportato un punteggio di approvazione del 100% per la prima stagione, basato su 11 recensioni, con il consenso del critico che "Voltron: Legendary Defender onora il materiale originale con animazioni meravigliosamente espressive e azioni di grande impatto".
Nel recensire la prima stagione, Max Nicholson di IGN ha scritto: "DreamWork's Voltron: Legendary Defender offre esattamente il tipo di spettacolo che ci si aspetta dal fantastico team creativo de La leggenda di Korra." Ha valutato la serie con un punteggio totale di 8.9 su 10. Anche Sarah Moran di ScreenRant ha dato alla serie una recensione positiva, scrivendo: "Non sta cercando di reinventare o di migliorare davvero l'originaria concezione di Voltron, ma Legendary Defender è sicuramente una rivisitazione benvoluta di un cartone classico, che dovrebbe piacere ai fan, sia nuovi che vecchi". "Shamus Kelly di Den of Geek ha dato alla serie un punteggio perfetto, scrivendo "Seriamente, non rimarrete delusi. È qualcosa di speciale che non si vede spesso in televisione".
Anche la stagione 8 ha ricevuto il plauso della critica con un 86% segnalato da Rotten Tomatoes basato su 7 recensioni.

### Controversie e critiche legate alla comunità LGBT

#### Rappresentazione LGBT
Nonostante la serie comprenda cinque personaggi LGBT (Shiro, Curtis, Adam, Ezor e Zethrid) e rappresentava il primo matrimonio sullo schermo tra due personaggi maschili in una serie animata per bambini occidentali, gran parte della polemica della serie girava attorno alla rappresentazione LGBT dello spettacolo, con la maggior parte delle critiche rivolte al trattamento dello spettacolo dei suoi personaggi LGBT.
Dopo l'uscita della settima stagione, sorsero polemiche dopo la morte di Adam, l'ex fidanzato di Shiro. Un certo numero di fan e critici non erano contenti del fatto che Adam, un personaggio gay ed ex-fidanzato di Shiro, fosse morto nel corso della stagione.
La polemica è continuata anche per il matrimonio nell'ultimo episodio tra Shiro e Curtis, con una serie di critici e fan che l'hanno definita come una povera rappresentazione LGBT. Mentre il recensore di Polygon Palmer Haasch ha elogiato la trama generale della serie, ha criticato la rappresentazione di Shiro e Curtis affermando che "le nozze di Shiro sembrano improvvise dato che abbiamo appena visto lui e suo marito Curtis, un membro dell'equipaggio dell'Atlas, interagire in qualsiasi capacità significativa nel corso della stagione. A seguito della controversia di Voltron per la morte dell'ex fidanzato di Shiro, Adam, il finale è sembrato nel migliore dei casi neutrale e alquanto disonesto, pur essendo un momento rivoluzionario per la rappresentanza LGBTQ nella programmazione di tutte le età".
Renaldo Matadeen di CBR nella sua recensione ufficiale, ha dichiarato: "Non c'è amore o calore qui, e sembra che la serie abbia cercato retroattivamente di forzare una relazione scusandosi per il dramma di Shiro. Ma è un'altra debacle che è falsa, forzata e condiscendente... Invece di essere progressisti, questi momenti semplicemente vengono fuori come lavori di rattoppo irrispettosi e pigri. Nonostante alcuni tentativi al contrario, qualunque cosa provasse  Legendary Defender è finita per essere superficiale e totalmente sconvolta dall'impatto sociale voluto".
Schedeen di IGN ha scritto: "Detto questo, sarebbe molto più efficace vedere uno di questi spettacoli animati riconoscere i loro eroi LGBT fin dall'inizio e non salvare momenti come questi per l'ultimo minuto letterale, con quella rivelazione affrettata (dopo aver speso tempo stabilendo la nuova relazione di Shiro o anche accennando a esso), Voltron si basa troppo sull'affetto del pubblico per Shiro per dare al momento risonanza, piuttosto che guadagnare una risposta emotiva dal suo storytelling".
Sean Z. di Geekdad ha scritto: "Il fatto è che il matrimonio è una trovata pubblicitaria che riduce le persone queer a materiale promozionale di marketing e tenta di vendere un ultimo sforzo come "rivoluzionario". Ecco perché la scena è così riprovevole: lo studio si aspetta di essere ricompensato per questo".

#### Montaggio
Le critiche al montaggio riguardavano principalmente le questioni LGBT, sebbene alcune fossero osservazioni generali. Il 22 ottobre 2018, una serie di fughe dell'ultimo episodio apparve online del matrimonio, in cui un personaggio diverso fu visto sposare Shiro. Non è chiaro se le perdite siano autentiche.
Ulteriori polemiche seguirono con l'uscita della stagione finale, dove Shiro è sposato con Curtis. Nella descrizione audio in inglese, Curtis viene definito Adam anche se una volta viene menzionato come Curtis nelle didascalie di un episodio diverso. Da allora l'errore è stato corretto, ma un certo numero di fan ha notato questo come "evidenza" della natura "aderente" dell'epilogo. Il doppiatore del marito di Shiro, Blake Michael, era così perplesso dal marito di Shiro che chiese a un fan chi fosse in realtà. AJ LoCascio, il doppiatore di Lotor, ha condiviso la reciproca confusione su chi "Curtis" fosse nella recensione di AfterBuzz TV.
Nelle ultime due stagioni, il fandom ha notato un'ampia varietà di incoerenze, come le descrizioni audio che non appartengono ai personaggi o a scene in modo accurato, salti musicali casuali. Il fandom ha soprannominato questa "cospirazione taglia e incolla", a causa di problemi di dialogo, animazione e caratterizzazione che hanno sollevato la questione se le ultime due stagioni potessero essere esistite in una versione completa pesantemente modificata e riorganizzata nella versione finale.
In particolare, il ruolo di Ezor nell'ottava stagione ha causato enormi controversie. Molteplici lingue si riferivano al personaggio come morto in The Grudge dell'ottava stagione. L'unica linea di dialoghi del personaggio è quella di Kimberly Brooks tratta dalla stagione precedente, mentre nessuna descrizione audio menziona mai la sopravvivenza di Ezor in The Grudge o nel suo episodio successivo. La mancanza di movimento del personaggio, il quale sbatte solo le palpebre e si materializza dal nulla, suggerisce che il personaggio era destinato a rimanere morto ed è stato aggiunto all'ultimo all'ultimo minuto per placare alcune negatività. Carli Squitieri, il revisionista dello storyboard di The Grudge, ha dichiarato sui social media dopo l'uscita della settima stagione, che "Ezor avrebbe dovuto vivere, ma questa è un'altra storia di cui non ho l'autorità di parlare".
Con ulteriori informazioni da Kihyun Ryu riguardo all'epilogo aggiunto creato poche settimane prima della trasmissione, i fan hanno lanciato una petizione per la presunta stagione originale (la versione che presumibilmente esisteva prima del severo montaggio), da rilasciare. La petizione ha raccolto oltre 29.000 firme.

## Riconoscimenti
| Anno | Premio                                     | Categoria                                                                                              | Destinatario                        | Risultato       | Ref.   |
| ---- | ------------------------------------------ | --- | ----------------------------------- | --------------- | ------ |
| 2017 | Annie Award                                | Best/Animated TV Broadcast Production For Children's Audience                                          | Episodio: "Return of the Gladiator" | Candidato/a     | [ 47 ] |
| 2017 | Kidscreen Awards                           | Best Animated Series, Teens and Tweens                                                                 | Voltron: Legendary Defender         | Candidato/a     | [ 48 ] |
| 2017 | IGN's Best of 2016 Awards                  | Best Animated Series                                                                                   | Voltron: Legendary Defender         | Candidato/a     | [ 49 ] |
| 2017 | 6th Annual BTVA Awards                     | Best Vocal Ensemble in a New Television Series                                                         | Voltron: Legendary Defender         | Candidato/a     | [ 50 ] |
| 2017 | 6th Annual BTVA Awards                     | BTVA People's Choice Award for Best Vocal Ensemble in a New Television Series                          | Voltron: Legendary Defender         | Vincitore/trice | [ 50 ] |
| 2017 | 6th Annual BTVA Awards                     | Best Male Lead Vocal Performance in a Television Series                                                | Jeremy Shada (Lance)                | Candidato/a     | [ 50 ] |
| 2017 | 6th Annual BTVA Awards                     | Best Female Lead Vocal Performance in a Television Series                                              | Kimberly Brooks (Allura)            | Vincitore/trice | [ 50 ] |
| 2017 | 6th Annual BTVA Awards                     | Best Male Vocal Performance in a Television Series in a Supporting Role                                | Neil Kaplan (Emperor Zarkon)        | Vincitore/trice | [ 50 ] |
| 2017 | 6th Annual BTVA Awards                     | BTVA People's Choice Award for Best Male Vocal Performance in a Television Series in a Supporting Role | Neil Kaplan (Emperor Zarkon)        | Vincitore/trice | [ 50 ] |
| 2017 | IGN's Best of 2017 Awards                  | Best Animated Series                                                                                   | Voltron: Legendary Defender         | Candidato/a     | [ 51 ] |
| 2018 | Kidscreen Awards                           | Best Animated Series, Teens and Tweens                                                                 | Voltron: Legendary Defender         | Candidato/a     | [ 52 ] |
| 2018 | 7th Annual BTVA Awards                     | Best Vocal Ensemble in a Television Series                                                             | Voltron: Legendary Defender         | Candidato/a     | [ 53 ] |
| 2018 | 7th Annual BTVA Awards                     | BTVA People's Choice Award for Best Vocal Ensemble in a Television Series                              | Voltron: Legendary Defender         | Vincitore/trice | [ 53 ] |
| 2018 | 7th Annual BTVA Awards                     | Best Male Vocal Performance in a Television Series                                                     | Rhys Darby (Coran)                  | Candidato/a     | [ 53 ] |
| 2018 | 7th Annual BTVA Awards                     | BTVA People's Choice Award for Best Male Vocal Performance in a Television Series                      | Rhys Darby (Coran)                  | Vincitore/trice | [ 53 ] |
| 2018 | 7th Annual BTVA Awards                     | Best Male Vocal Performance in a Television Series in a Supporting Role                                | AJ Locascio (Prince Lotor)          | Vincitore/trice | [ 53 ] |
| 2018 | 7th Annual BTVA Awards                     | BTVA People's Choice Award for Best Male Vocal Performance in a Television Series in a Supporting Role | AJ Locascio (Prince Lotor)          | Vincitore/trice | [ 53 ] |
| 2018 | 7th Annual BTVA Awards                     | Best Female Vocal Performance in a Television Series in a Guest Role                                   | Alyson Stoner (Florona)             | Candidato/a     | [ 53 ] |
| 2018 | 7th Annual BTVA Awards                     | BTVA People's Choice Award for Best Female Vocal Performance in a Television Series in a Guest Role    | Alyson Stoner (Florona)             | Vincitore/trice | [ 53 ] |
| 2018 | The 2018 ComicBook.com Golden Issue Awards | Best Animated TV Series                                                                                | Voltron: Legendary Defender         | Vincitore/trice | [ 54 ] |
| 2018 | IGN's Best of 2018 Awards                  | Best Animated Series                                                                                   | Voltron: Legendary Defender         | Candidato/a     | [ 55 ] |

## Opere derivate

### Fumetti
Nel gennaio 2016 sono state annunciate tre serie a fumetti che descrivono eventi che accadono tra un episodio e l'altro. Raccolte di storie brevi che sono state giudicate troppo bizzarre per essere contenute in un episodio di 23 minuti della serie animata, queste serie a fumetti coprono il lasso di tempo tra le stagioni. In Italia i primi due volumi dei fumetti di Voltron sono stati pubblicati da Fabbri Editori tra il 2017 e il 2018.

#### Volume 1 (2016)
La prima miniserie consisteva in cinque numeri, pubblicati da Lion Forge Comics. È stata scritta dallo sceneggiatore Tim Hedrick e Mitch Iverson e illustrato da Digital Art Chefs. Una variant speciale del primo numero venne resa disponibile al San Diego Comic-Con nel 2016, con una versione limitata di 250 copie. Il secondo numero è stato rilasciato il 2 agosto 2016, seguito dal terzo il 5 ottobre 2016, il quarto il 9 novembre 2016 e il quinto il 20 novembre 2016. L'intera serie, raccolta in un volume brossurato, è stata inizialmente programmata per essere distribuita nel dicembre 2016, salvo poi essere posticipata al 3 gennaio 2017, quindi è stata finalmente rilasciata il 25 gennaio 2017, secondo Lion Forge. La seconda serie è stata annunciata dopo l'uscita del primo volume. Un fumetto animato del primo numero con il doppiaggio del cast della serie è stato pubblicato il 15 giugno 2017 presso il canale YouTube DreamWorksTV. La storia si svolge tra gli episodi della prima stagione Rebirth e Crystal Venom.

#### Volume 2 (2017)
Durante il panel Voltron: Legendary Defender al WonderCon 2017, è stato annunciato che la seconda serie di cinque numeri avrebbe debuttato a maggio 2017. La data è stata rinviata a fine giugno a causa di ritardi nella produzione. Tuttavia, l'uscita venne nuovamente posticipata al 4 ottobre 2017, quando vennero pubblicati il secondo e terzo numero nello stesso giorno, mentre il quarto numero è stato pubblicato il 15 novembre 2017, il numero cinque è uscito il 13 dicembre 2017. L'edizione brossurata contenente tutti i e cinque i numeri è stata pubblicata il 31 gennaio 2018. La storia si svolge tra gli episodi della seconda stagione Shiro's Escape e Greening the Cube.

#### Volume 3 (2018)
Il terzo volume ha debuttato l'11 luglio 2018. La storia è ambientata tra la stagione 4 e la stagione 5.

### Videogiochi
Un videogioco di realtà virtuale basato sulla serie, noto come Voltron VR Chronicles, è stato rilasciato per Steam, Oculus e PlayStation 4 tramite PlayStation Network.